# Первый дивизион чемпионата мира по хоккею с шайбой среди молодёжных команд 2024
Чемпионат мира по хоккею с шайбой среди молодёжных команд 2024 года в I-м дивизионе — спортивное соревнование по хоккею с шайбой под эгидой ИИХФ, игры которого прошли в группе А с 10 по 16 декабря 2023 года в венгерской столице Будапешт и в группе В с 11 по 17 декабря 2023 года в словенском городе Блед.

## Регламент
По итогам турнира в группе А: команда, занявшая первое место, получает право играть в ТОП-дивизионе чемпионата мира 2025 года, а команда, занявшая последнее место, переходит в группу B.
По итогам турнира в группе B: команда, занявшая первое место, получает право играть в группе А, а команда, занявшая последнее место, переходит в группу A второго дивизиона чемпионата мира 2025 года.

## Итоги

### Группа A
- Сборная Казахстана вышла в ТОП-турнир ЧМ 2025
- Сборная Японии вылетела в группу В первого дивизиона ЧМ 2025

### Группа B
- Сборная Словении вышла в группу А первого дивизиона ЧМ 2025
- Сборная Хорватии вылетела в группу А второго дивизиона ЧМ 2025

## Участвующие команды
В чемпионате приняли участие 12 национальных команд — десять из Европы и две — из Азии. Сборные Австрии пришла из топ-дивизиона 2023 года и  Хорватии перешла из второго дивизиона, остальные — с турнира первого дивизиона 2023 года.

### Группа А
| Сборная   | Квалификация                                                                 |
| --------- | ---------------------------------------------------------------------------- |
| Австрия   | Заняла 10-е место топ-дивизионе в 2023 году и вылетела оттуда                |
| Казахстан | Занял 2-е место в группе А первого дивизиона в 2023 году                     |
| Франция   | Заняла 3-е место в группе А первого дивизиона в 2023 году                    |
| Венгрия   | Хозяева, заняла 4-е место в группе А первого дивизиона в 2023 году           |
| Дания     | Заняла 5-е место в группе А первого дивизиона в 2023 году                    |
| Япония    | Заняла 1-е место в группе B первого дивизиона в 2023 году и поднялась оттуда |

### Группа В
| Сборная  | Квалификация                                                                         |
| -------- | ------------------------------------------------------------------------------------ |
| Словения | Хозяева, заняла 6-е место в группе А первого дивизиона в 2023 году и вылетела оттуда |
| Украина  | Заняла 2-е место в группе B первого дивизиона в 2023 году                            |
| Италия   | Заняла 3-е место в группе B первого дивизиона в 2023 году                            |
| Польша   | Заняла 4-е место в группе B первого дивизиона в 2023 году                            |
| Эстония  | Заняла 5-е место в группе B первого дивизиона в 2023 году                            |
| Хорватия | Заняла 1-е место в группе А второго дивизиона в 2023 году и поднялась оттуда         |

## Группа А
|  | Команда, выходящая в ТОП-дивизион чемпионата мира 2025 года                 |
|  | Команда, переходящая в группу B первого дивизиона чемпионата мира 2025 года |

### Таблица
| М | Сборная   | И | В | ВО | ПО | П | ШЗ | ШП | РШ  | О  |
| - | --------- | - | - | -- | -- | - | -- | -- | --- | -- |
| 1 | Казахстан | 5 | 4 | 0  | 1  | 0 | 21 | 12 | +9  | 13 |
| 2 | Франция   | 5 | 3 | 0  | 0  | 2 | 18 | 19 | -1  | 9  |
| 3 | Дания     | 5 | 3 | 0  | 0  | 2 | 18 | 14 | +4  | 9  |
| 4 | Австрия   | 5 | 2 | 1  | 0  | 2 | 22 | 21 | +1  | 8  |
| 5 | Венгрия   | 5 | 1 | 0  | 1  | 3 | 13 | 16 | -3  | 4  |
| 6 | Япония    | 5 | 0 | 1  | 0  | 4 | 12 | 22 | -10 | 2  |

### Индивидуальные награды
Лучшие игроки по амплуа:
- Вратарь:  Владимир Никитин
- Защитник:  Джейми Эр
- Нападающий:  Эмиль Тавернье

## Группа B
|  | Команда, выходящая в группу А первого дивизиона чемпионата мира 2025 года   |
|  | Команда, переходящая в группу A второго дивизиона чемпионата мира 2025 года |

### Таблица
| М | Сборная  | И | В | ВО | ПО | П | ШЗ | ШП | РШ  | О  |
| - | -------- | - | - | -- | -- | - | -- | -- | --- | -- |
| 1 | Словения | 5 | 5 | 0  | 0  | 0 | 25 | 6  | +19 | 15 |
| 2 | Украина  | 5 | 3 | 1  | 0  | 1 | 23 | 13 | +10 | 11 |
| 3 | Италия   | 5 | 2 | 0  | 1  | 2 | 24 | 17 | +7  | 7  |
| 4 | Эстония  | 5 | 2 | 0  | 0  | 3 | 15 | 18 | -3  | 6  |
| 5 | Польша   | 5 | 1 | 0  | 1  | 3 | 9  | 19 | -10 | 4  |
| 6 | Хорватия | 5 | 0 | 1  | 0  | 4 | 12 | 35 | -23 | 2  |

### Индивидуальные награды
Лучшие игроки по амплуа:
- Вратарь:  Лан Кавчич
- Защитник:  Тиан Хебар
- Нападающий:  Никита Сидоренко